# آگار

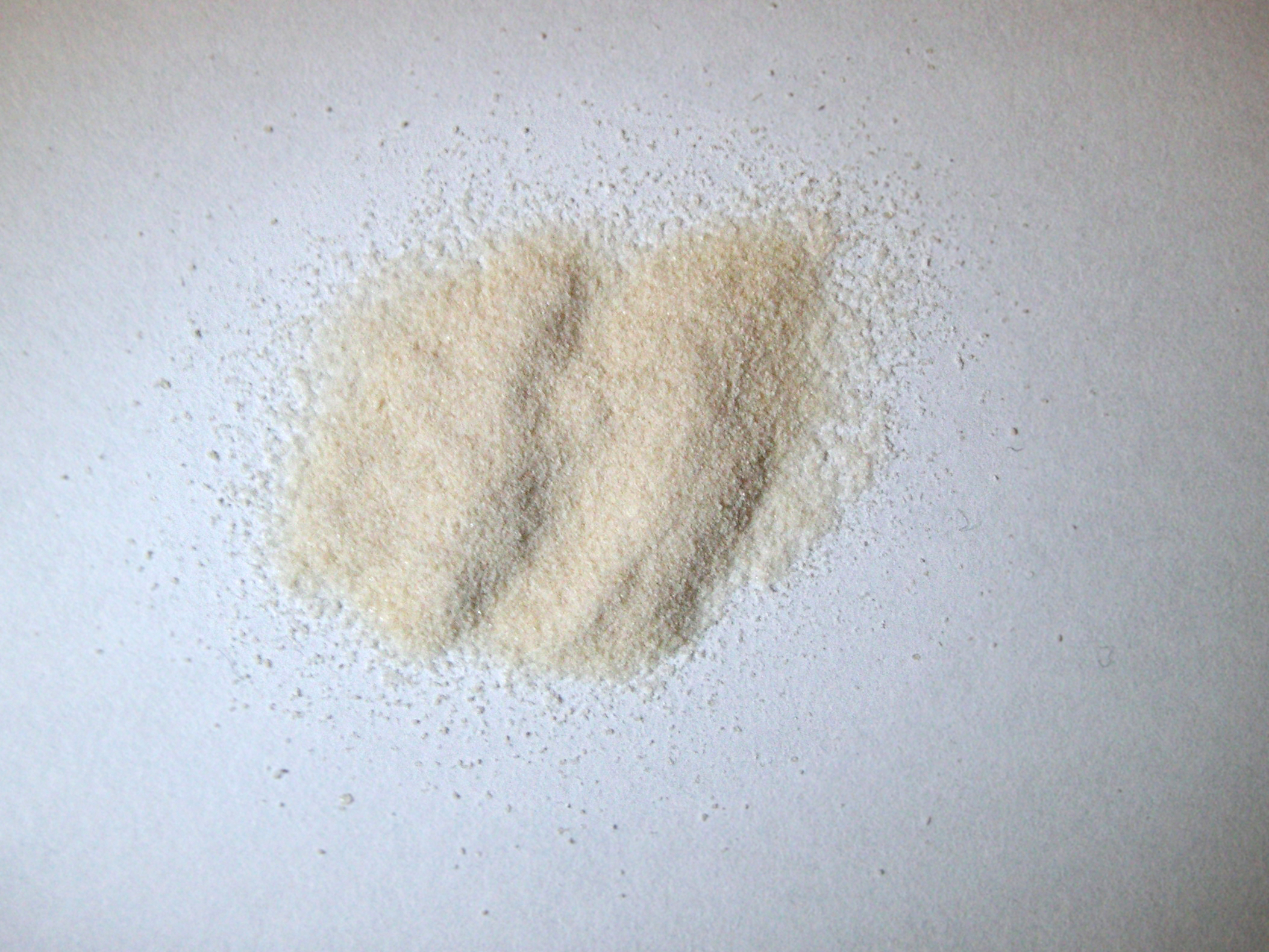
پودر آگار-آگار. این ماده مانند ژلاتین عمل می‌کند و باعث شکل گرفتن مایعات می‌شود.

آگار عصارهٔ خشک جلبک‌های قرمز از نوع MELIDIUM است که از نظر شیمیایی استر سولفوریک گالاکتان می‌باشد. آگار به‌شکل قطعات باریک نازک شفاف، یا گرد سفید خاکستری رنگ بی‌مزه و بی‌بو است. در آب سرد نامحلول است ولی ابتدا در آبجوش آن را حل کرده و سپس در دمای ۳۵ تا ۴۰ درجهٔ سانتی گراد یا کمتر سرد نموده و آن را به صورت ژل درمی‌آورند.

## آگار
یک ماده ژله مانند است که از انواع خاصی از جلبک‌ها بدست می‌آید. این ماده از پلی ساکارید آگارز مشتق شده‌است و باعث استحکام دیواره سلولی در گونه‌های خاصی از جلبک‌ها می‌شود. با جوشاندن این نوع جلبک‌ها، آگار به بیرون آزاد می‌شود. این دسته از جلبک‌ها آگاروفیت نام دارند و از راسته رودوفیتا (جلبک‌های قرمز) هستند-. در واقع آگار مخلوطی از ۲ ترکیب است:
پلی ساکارید خطی آگارز و ترکیب هتروژن مولکول‌های کوچکتری بنام آگاروپکتین.
آگار می‌تواند به عنوان ملین، مهارکننده اشتها، جایگزین گیاهی برای ژلاتین ، قوام دهنده سوپ، نگهدارنده مربا، بستنی و دیگر انواع دسر مورد استفاده قرار گیرد. این ماده به عنوان یک سوبسترای جامد در تهیه محیط کشت میکروبی نیز کاربرد فراوانی دارد.
ماده ژل مانند موجود در آگار، یک پلی ساکارید غیر منشعب است و از دیواره سلولی برخی از گونه‌های جلبک قرمز (عمدتاً از جنس Gelidiumو Gracilaria) گرفته می‌شود.

## ترکیب شیمیایی
آگار ترکیبی است از ۲ پلی ساکارید: آگارز و آگاروپکتین. آگارز تقریباً ۷۰٪ از این ترکیب را تشکیل می‌دهد.
آگارز یک پلیمر خطی متشکل از واحدهای تکرار شونده آگاروبیوز(agarobiose) است. اگاروبیوز هم خود یک دی‌ساکارید است که از واحدهای دی-گالاکتوز و ۱–۶-انهیدرو-ال-گالاکتوپیرانوز تشکیل شده‌است.
آگاروپکتین ترکیبی هتروژنوس از مولکول‌های کوچکتر است که به مقدار کمتر وجود دارد و از واحدهای تکرارشونده دی-گالاکتوز و ال-گالاکتوز تشکیل شده‌اند. این واحدهای تکرار شونده سنگین با گروه‌های جانبی اسیدی همچون سولفات و پیرووات تعدیل شده‌اند-.

پلیمر آگاروز

آگاروز، آگاروپکتین، اسید آمینه‌های: آگارین، اسید گلوتامیک، ترئونین، قندهایی مانند: گالاکتوز و گلوکونیک اسیدو گزیلوز است.

## کاربرد

### میکروبیولوژی
از پلیت حاوی آگار جهت تهیه محیط کشت استفاده می‌شود. در این محیط علاوه بر آگار مواد مغذی دیگری نیز وجود دارد که باکتری یا قارچ را قادر می‌سازد تا در آن محیط رشد کنند. باکتری‌ها و قارچ‌ها را می‌توان پس از رشد، در زیر میکروسکوپ مشاهده کرد. آگار برای بسیاری از ارگانیسم‌ها غیرقابل هضم است بنابراین رشد میکروبی نمی‌تواند بر کیفیت ژل اثر بگذارد. آگار تجاری، به شکل پودر است که با مخلوط شدن با آب، ژله‌ای شده و می‌تواند در محیط کشت باکتری مورد استفاده قرار گیرد. سپس بر اساس نیاز میکروب‌ها، سایر مواد غذایی نیز افزوده می‌شوند. فرمولاسیون‌های مختلفی به منظور کشت میکروب‌ها وجود دارد که علت این امر نیاز محیطی متفاوت میکروب هاست.
بررسی میزان تحرک

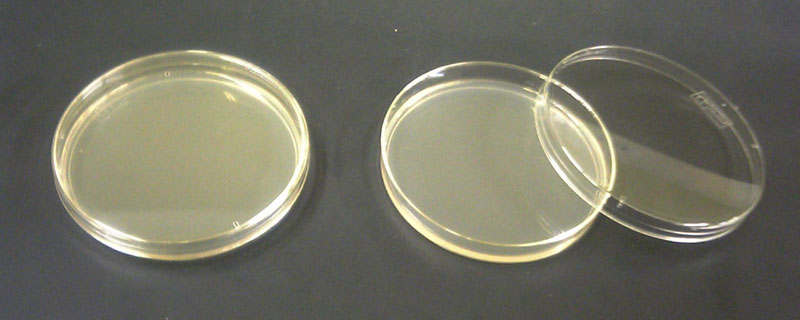
از پلیت حاوی آگار جهت تهیه محیط کشت میکروبی استفاده می‌شود

محیط‌های دارای آگار و آگارز نیز مانند ژله متخلخلند و می‌توانند برای اندازه‌گیری حرکت میکروارگانیسم‌ها و جنبش آن‌ها مورد استفاده قرار گیرند. میزان تخلخل ژل نسبت مستقیمی با غلظت آگارز موجود در محیط دارد؛ بنابراین بر اساس آزمایش مورد نظر، غلظت مطلوب انتخاب می‌شود.
یک راه متداول به منظور بررسی تحرک میکروارگانیسم‌ها این است که نمونه میکروارگانیسم را در یک بلوک از مواد غذایی حاوی آگار در عمق فرو می‌بریم. سلول‌ها تلاش می‌کنند تا در ساختار ژل مانند رشد کنند. سویه‌های متحرک قادرند به آرامی در داخل ژل حرکت کرده و رشد کنند. حرکت این میکروارگانیسم‌ها با گذر زمان قابل مشاهده خواهد بود در حالی که سویه‌های غیر متحرک تنها در محلی که نمونه اولیه وارد شده‌است، رشد می‌کنند.

### زیست گیاهی
در حوزه کشت بافت، آگار به وفور همراه با ترکیب مواد غذایی و ویتامین‌ها مورد استفاده قرار می‌گیرد و امکان جوانه زنی را در پتری دیش و تحت شرایط استریل فراهم می‌کند.

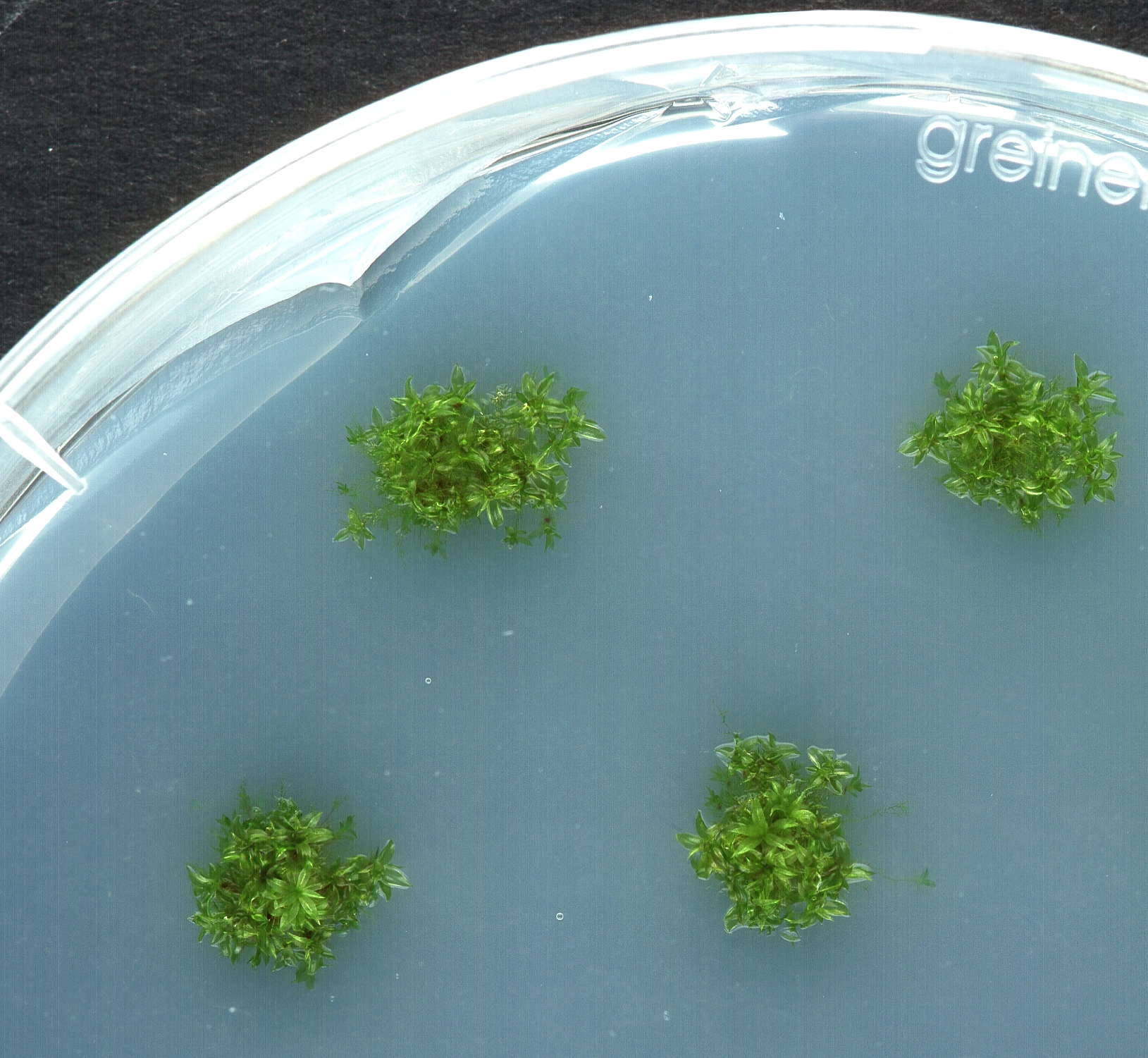
در حوزه کشت بافت، آگار به وفور همراه با ترکیب مواد غذایی و ویتامین‌ها مورد استفاده قرار می‌گیرد و امکان جوانه زنی را در پتری دیش و تحت شرایط استریل فراهم می‌کند

### کاربرد درمانی
به عنوان یک ملیّن مخصوصاً در یبوست‌های مزمن، بکار می‌رود و بدون جذب شدن از روده می‌گذرد.
همچنین ضد زخم معده و دوازدهه است. به صورت کپسول یا محلول معلّق در آب یا ژله به مقدار ۴ تا ۱۶ گرم از راه دهان بکار می‌رود. آگار عمدتاً برای تهیهٔ محیط کشت در میکروب‌شناسی آزمایشگاهی مصرف می‌شود.همچنین این ماده میتواند ماسک صورت خوبی برای پاکسازی منافذ آن باشد
هشدار:ژلوز یک مادهٔ سمی نیست و به مقدار کم در قنادی‌ها، خوراک پزی‌ها مصرف می‌شود اما استعمال آن به مقدار زیاد یا مکرر در اشخاص مسن اولاً باعث بالا رفتن کلسترول خون شده و ثانیاً انسداد حقیقی روده خواهد شد.

### برخی از کاربردهای دیگر آگار
آگار به منظور ماده قالب‌گیری در دندان پزشکی نیز استفاده می‌شود. همچنین از آگار در فرایند هیستوپاتولوژی، به عنوان یک ترکیب مجاز در ساخت کود زیستی، سوبسترایی برای واکنش رسوب دهی در ایمونولوژی و همچنین در تهیه دسر مورد استفاده قرار می‌گیرد.